# Dicranomyia fieldi
Dicranomyia fieldi är en tvåvingeart som först beskrevs av Alexander 1967.  Dicranomyia fieldi ingår i släktet Dicranomyia och familjen småharkrankar.
Artens utbredningsområde är Honduras. Inga underarter finns listade i Catalogue of Life.